# جوفيند سواروب
جوفيند سواروب (بالإنجليزية: Govind Swarup)‏ (و. 1929 – م) هو عالم فلك هو عضوٌ في الجمعية الملكية.

## التعليم
تعلم في جامعة ستانفورد.

## جوائز
حصل على جوائز منها:
- ميدالية هرشل (2006)
- بادما شري
- جائزة شانتي سواروب بهاتناغار للعلوم والتقانة
- جائزة إتش كاي فيروديا [الإنجليزية]‏.